# Amore carne
Pour plus de détails, voir Fiche technique et Distribution.
Amore carne est un documentaire italien réalisé par Pippo Delbono, sorti en 2011.

## Synopsis
Les rencontres et les voyages de Pippo Delbono.

## Fiche technique
- Titre : Amore carne
- Réalisation : Pippo Delbono
- Scénario : Pippo Delbono et textes de T.S. Eliot, Pier Paolo Pasolini et Arthur Rimbaud
- Musique : Les Anarchistes, Laurie Anderson, Alexander Balanescu et Michael Galasso
- Photographie : Pippo Delbono
- Montage : Fabrice Aragno
- Production : Pippo Delbono et Frédéric Maire
- Société de production : Compagnia Pippo Delbono et Casa-Azul
- Société de distribution : Les Films du Paradoxe (France)
- Pays :  Italie,  Suisse et  France
- Genre : documentaire
- Durée : 75 minutes
- Dates de sortie : 
  - Italie : 6 septembre 2011 (Mostra de Venise), 27 juin 2013
  - France : 26 juin 2013

## Distribution
- Bobo'
- Irène Jacob
- Marie-Agnès Gillot
- Margherita Delbono
- Sophie Calle
- Marisa Berenson
- Tilda Swinton
- Pippo Delbono
- Alexander Balanescu

## Accueil
- Studio Ciné Live : [1]